# Giro d'Italia 2020
Giro d'Italia 2020 var den 103. udgave af Giro d'Italia. Løbet var planlagt til at starte 9. maj med tre etaper i Ungarn og skulle afsluttes 31. maj i Milano.
Den 13. marts blev løbet udsat på ubestemt tid og starten i Ungarn udgik på grund af coronaviruspandemien. Den 15. april meldte UCI ud, at løbet ville blive afholdt efter verdensmesterskaberne i efteråret.
I maj fik løbet en ny dato fra 3. til 25. oktober med start i Monreale på Sicilien.
Løbet blev vundet af britiske Tao Geoghegan Hart fra Ineos Grenadiers, som vandt med 39 sekunder foran australske Jai Hindley fra Team Sunweb.

## Etaper
| Etape     | Dato     | Start – Mål                               | type              | Afstand (km) | Etapevinder        | Førende rytter     |
| --------- | -------- | ----------------------------------------- | ----------------- | ------------ | ------------------ | ------------------ |
| 1. etape  | 3. okt.  | Monreale – Palermo                        | enkeltstart       | 15,1         | Filippo Ganna      | Filippo Ganna      |
| 2. etape  | 4. okt.  | Alcamo – Agrigento                        | kuperet etape     | 149          | Diego Ulissi       | Filippo Ganna      |
| 3. etape  | 5. okt.  | Enna – Etna                               | bjergetape        | 150          | Jonathan Caicedo   | João Almeida       |
| 4. etape  | 6. okt.  | Catania – Villafranca Tirrena             | flad etape        | 140          | Arnaud Démare      | João Almeida       |
| 5. etape  | 7. okt.  | Mileto – Camigliatello Silano             | middel bjergetape | 225          | Filippo Ganna      | João Almeida       |
| 6. etape  | 8. okt.  | Castrovillari – Matera                    | flad etape        | 188          | Arnaud Démare      | João Almeida       |
| 7. etape  | 9. okt.  | Matera – Brindisi                         | flad etape        | 143          | Arnaud Démare      | João Almeida       |
| 8. etape  | 10. okt. | Giovinazzo – Vieste                       | middel bjergetape | 200          | Alex Dowsett       | João Almeida       |
| 9. etape  | 11. okt. | San Salvo – Roccaraso                     | bjergetape        | 207          | Ruben Guerreiro    | João Almeida       |
|           | 12. okt  | Hviledag                                  | Hviledag          |              |                    |                    |
| 10. etape | 13. okt. | Lanciano – Tortoreto                      | middel bjergetape | 177          | Peter Sagan        | João Almeida       |
| 11. etape | 14. okt. | Porto Sant'Elpidio – Rimini               | flad etape        | 182          | Arnaud Démare      | João Almeida       |
| 12. etape | 15. okt. | Cesenatico – Cesenatico                   | middel bjergetape | 204          | Jhonatan Narváez   | João Almeida       |
| 13. etape | 16. okt. | Cervia – Monselice                        | kuperet etape     | 192          | Diego Ulissi       | João Almeida       |
| 14. etape | 17. okt. | Conegliano – Valdobbiadene                | enkeltstart       | 34,1         | Filippo Ganna      | João Almeida       |
| 15. etape | 18. okt. | Rivolto Millitærluftbase – Piancavallo    | bjergetape        | 185          | Tao Geoghegan Hart | João Almeida       |
|           | 19. okt  | Hviledag                                  | Hviledag          |              |                    |                    |
| 16. etape | 20. okt. | Udine – San Daniele del Friuli            | middel bjergetape | 229          | Jan Tratnik        | João Almeida       |
| 17. etape | 21. okt. | Bassano del Grappa – Madonna di Campiglio | bjergetape        | 203          | Ben O'Connor       | João Almeida       |
| 18. etape | 22. okt. | Pinzolo – Bacino di San Giacomo           | bjergetape        | 207          | Jai Hindley        | Wilco Kelderman    |
| 19. etape | 23. okt. | Abbiategrasso – Asti                      | flad etape        | 124,5        | Josef Černý        | Wilco Kelderman    |
| 20. etape | 24. okt. | Alba – Sestriere                          | bjergetape        | 190          | Tao Geoghegan Hart | Jai Hindley        |
| 21. etape | 25. okt. | Cernusco sul Naviglio – Milano            | enkeltstart       | 15,7         | Filippo Ganna      | Tao Geoghegan Hart |

## Trøjernes fordeling gennem løbet
| Etape  | Vinder             | Rosa førertrøje    | Pointtrøje    | Bjergtrøje        | Ungdomstrøje       | Holdkonkurrencen      |
| ------ | ------------------ | ------------------ | ------------- | ----------------- | ------------------ | --------------------- |
| 1      | Filippo Ganna      | Filippo Ganna      | Filippo Ganna | Rick Zabel        | Filippo Ganna      | Ineos Grenadiers      |
| 2      | Diego Ulissi       | Filippo Ganna      | Diego Ulissi  | Peter Sagan       | Filippo Ganna      | Ineos Grenadiers      |
| 3      | Jonathan Caicedo   | João Almeida       | Diego Ulissi  | Jonathan Caicedo  | João Almeida       | Deceuninck-Quick Step |
| 4      | Arnaud Démare      | João Almeida       | Peter Sagan   | Jonathan Caicedo  | João Almeida       | Deceuninck-Quick Step |
| 5      | Filippo Ganna      | João Almeida       | Peter Sagan   | Filippo Ganna     | João Almeida       | Deceuninck-Quick Step |
| 6      | Arnaud Démare      | João Almeida       | Arnaud Démare | Filippo Ganna     | João Almeida       | Deceuninck-Quick Step |
| 7      | Arnaud Démare      | João Almeida       | Arnaud Démare | Filippo Ganna     | João Almeida       | Deceuninck-Quick Step |
| 8      | Alex Dowsett       | João Almeida       | Arnaud Démare | Filippo Ganna     | João Almeida       | Ineos Grenadiers      |
| 9      | Ruben Guerreiro    | João Almeida       | Arnaud Démare | Ruben Guerreiro   | João Almeida       | Ineos Grenadiers      |
| 10     | Peter Sagan        | João Almeida       | Arnaud Démare | Ruben Guerreiro   | João Almeida       | Ineos Grenadiers      |
| 11     | Arnaud Démare      | João Almeida       | Arnaud Démare | Ruben Guerreiro   | João Almeida       | Ineos Grenadiers      |
| 12     | Jhonatan Narváez   | João Almeida       | Arnaud Démare | Ruben Guerreiro   | João Almeida       | Ineos Grenadiers      |
| 13     | Diego Ulissi       | João Almeida       | Arnaud Démare | Ruben Guerreiro   | João Almeida       | Ineos Grenadiers      |
| 14     | Filippo Ganna      | João Almeida       | Arnaud Démare | Ruben Guerreiro   | João Almeida       | Ineos Grenadiers      |
| 15     | Tao Geoghegan Hart | João Almeida       | Arnaud Démare | Giovanni Visconti | João Almeida       | Ineos Grenadiers      |
| 16     | Jan Tratnik        | João Almeida       | Arnaud Démare | Giovanni Visconti | João Almeida       | Ineos Grenadiers      |
| 17     | Ben O'Connor       | João Almeida       | Arnaud Démare | Ruben Guerreiro   | João Almeida       | Ineos Grenadiers      |
| 18     | Jai Hindley        | Wilco Kelderman    | Arnaud Démare | Ruben Guerreiro   | Jai Hindley        | Ineos Grenadiers      |
| 19     | Josef Černý        | Wilco Kelderman    | Arnaud Démare | Ruben Guerreiro   | Jai Hindley        | Ineos Grenadiers      |
| 20     | Tao Geoghegan Hart | Jai Hindley        | Arnaud Démare | Ruben Guerreiro   | Jai Hindley        | Ineos Grenadiers      |
| 21     | Filippo Ganna      | Tao Geoghegan Hart | Arnaud Démare | Ruben Guerreiro   | Tao Geoghegan Hart | Ineos Grenadiers      |
| Samlet | Samlet             | Tao Geoghegan Hart | Arnaud Démare | Ruben Guerreiro   | Tao Geoghegan Hart | Ineos Grenadiers      |

## Resultater

### Samlede stilling
| \| Samlede stilling \| Samlede stilling \| Samlede stilling \| Samlede stilling \| Samlede stilling \| \| Rytter \| Rytter \| Hold \| Tid \| \| \| ---------------- \| ---------------------- \| --------------------- \| ---------------- \| ---------------- \| \| 1. \| Tao Geoghegan Hart \| Ineos Grenadiers \| 85t 40' 21" \| \| \| 2. \| Jai Hindley \| Team Sunweb \| + 39" \| \| \| 3. \| Wilco Kelderman \| Team Sunweb \| + 1' 29" \| \| \| 4. \| João Almeida \| Deceuninck-Quick Step \| + 2' 57" \| \| \| 5. \| Pello Bilbao \| Bahrain McLaren \| + 3' 09" \| \| \| 6. \| Jakob Fuglsang \| Astana \| + 7' 02" \| \| \| 7. \| Vincenzo Nibali \| Trek-Segafredo \| + 8' 15" \| \| \| 8. \| Patrick Konrad \| Bora-Hansgrohe \| + 8' 42" \| \| \| 9. \| Fausto Masnada \| Deceuninck-Quick Step \| + 9' 57" \| \| \| 10. \| Hermann Pernsteiner \| Bahrain McLaren \| + 11' 05" \| \| \| 11. \| Domenico Pozzovivo \| NTT Pro Cycling \| + 11' 52" \| \| \| 12. \| Rafał Majka \| Bora-Hansgrohe \| + 20' 31" \| \| \| 13. \| Sergio Samitier \| Movistar Team \| + 35' 29" \| \| \| 14. \| James Knox \| Deceuninck-Quick Step \| + 37' 41" \| \| \| 15. \| Brandon McNulty \| UAE Team Emirates \| + 38' 10" \| \| \| 16. \| Aurélien Paret-Peintre \| AG2R La Mondiale \| + 45' 04" \| \| \| 17. \| Larry Warbasse \| AG2R La Mondiale \| + 53' 25" \| \| \| 18. \| Ben Swift \| Ineos Grenadiers \| + 57' 36" \| \| \| 19. \| Antonio Pedrero \| Movistar Team \| + 59' 36" \| \| \| 20. \| Ben O'Connor \| NTT Pro Cycling \| + 1t 02' 57" \| \| |                        |                       |              |
| |                        |                       |              |
| Kilde: ProCyclingStats |                        |                       |              |
| Samlede stilling |                        |                       |              |
| Rytter | Rytter                 | Hold                  | Tid          |
| 1. | Tao Geoghegan Hart     | Ineos Grenadiers      | 85t 40' 21"  |
| 2. | Jai Hindley            | Team Sunweb           | + 39"        |
| 3. | Wilco Kelderman        | Team Sunweb           | + 1' 29"     |
| 4. | João Almeida           | Deceuninck-Quick Step | + 2' 57"     |
| 5. | Pello Bilbao           | Bahrain McLaren       | + 3' 09"     |
| 6. | Jakob Fuglsang         | Astana                | + 7' 02"     |
| 7. | Vincenzo Nibali        | Trek-Segafredo        | + 8' 15"     |
| 8. | Patrick Konrad         | Bora-Hansgrohe        | + 8' 42"     |
| 9. | Fausto Masnada         | Deceuninck-Quick Step | + 9' 57"     |
| 10. | Hermann Pernsteiner    | Bahrain McLaren       | + 11' 05"    |
| 11. | Domenico Pozzovivo     | NTT Pro Cycling       | + 11' 52"    |
| 12. | Rafał Majka            | Bora-Hansgrohe        | + 20' 31"    |
| 13. | Sergio Samitier        | Movistar Team         | + 35' 29"    |
| 14. | James Knox             | Deceuninck-Quick Step | + 37' 41"    |
| 15. | Brandon McNulty        | UAE Team Emirates     | + 38' 10"    |
| 16. | Aurélien Paret-Peintre | AG2R La Mondiale      | + 45' 04"    |
| 17. | Larry Warbasse         | AG2R La Mondiale      | + 53' 25"    |
| 18. | Ben Swift              | Ineos Grenadiers      | + 57' 36"    |
| 19. | Antonio Pedrero        | Movistar Team         | + 59' 36"    |
| 20. | Ben O'Connor           | NTT Pro Cycling       | + 1t 02' 57" |

### Pointkonkurrencen
| Pointkonkurrence | Pointkonkurrence   | Pointkonkurrence            | Pointkonkurrence | Pointkonkurrence |
| Rytter           | Rytter             | Hold                        | Point            |                  |
| ---------------- | ------------------ | --------------------------- | ---------------- | ---------------- |
| 1.               | Arnaud Démare      | Groupama-FDJ                | 233 point        |                  |
| 2.               | Peter Sagan        | Bora-Hansgrohe              | 184 point        |                  |
| 3.               | João Almeida       | Deceuninck-Quick Step       | 108 point        |                  |
| 4.               | Filippo Ganna      | Ineos Grenadiers            | 87 point         |                  |
| 5.               | Josef Černý        | CCC Team                    | 78 point         |                  |
| 6.               | Andrea Vendrame    | AG2R La Mondiale            | 78 point         |                  |
| 7.               | Diego Ulissi       | UAE Team Emirates           | 77 point         |                  |
| 8.               | Simon Pellaud      | Androni Giocattoli-Sidermec | 70 point         |                  |
| 9.               | Tao Geoghegan Hart | Ineos Grenadiers            | 66 point         |                  |
| 10.              | Patrick Konrad     | Bora-Hansgrohe              | 61 point         |                  |

### Bjergkonkurrencen
| Bjergkonkurrence | Bjergkonkurrence     | Bjergkonkurrence | Bjergkonkurrence | Bjergkonkurrence |
| Rytter           | Rytter               | Hold             | Point            |                  |
| ---------------- | -------------------- | ---------------- | ---------------- | ---------------- |
| 1.               | Ruben Guerreiro      | EF Pro Cycling   | 234 point        |                  |
| 2.               | Tao Geoghegan Hart   | Ineos Grenadiers | 157 point        |                  |
| 3.               | Thomas De Gendt      | Lotto-Soudal     | 122 point        |                  |
| 4.               | Rohan Dennis         | Ineos Grenadiers | 119 point        |                  |
| 5.               | Ben O'Connor         | NTT Pro Cycling  | 71 point         |                  |
| 6.               | Jai Hindley          | Team Sunweb      | 71 point         |                  |
| 7.               | Wilco Kelderman      | Team Sunweb      | 55 point         |                  |
| 8.               | Filippo Ganna        | Ineos Grenadiers | 48 point         |                  |
| 9.               | Jonathan Castroviejo | Ineos Grenadiers | 45 point         |                  |
| 10.              | Einer Rubio          | Movistar Team    | 44 point         |                  |

### Ungdomskonkurrencen
| Ungdomskonkurrence | Ungdomskonkurrence     | Ungdomskonkurrence    | Ungdomskonkurrence | Ungdomskonkurrence |
| Rytter             | Rytter                 | Hold                  | Tid                |                    |
| ------------------ | ---------------------- | --------------------- | ------------------ | ------------------ |
| 1.                 | Tao Geoghegan Hart     | Ineos Grenadiers      | 85t 40' 21"        |                    |
| 2.                 | Jai Hindley            | Team Sunweb           | + 39"              |                    |
| 3.                 | João Almeida           | Deceuninck-Quick Step | + 2' 57"           |                    |
| 4.                 | Sergio Samitier        | Movistar Team         | + 35' 29"          |                    |
| 5.                 | James Knox             | Deceuninck-Quick Step | + 37' 41"          |                    |
| 6.                 | Brandon McNulty        | UAE Team Emirates     | + 38' 10"          |                    |
| 7.                 | Aurélien Paret-Peintre | AG2R La Mondiale      | + 45' 04"          |                    |
| 8.                 | Ben O'Connor           | NTT Pro Cycling       | + 1t 02' 57"       |                    |
| 9.                 | Sam Oomen              | Team Sunweb           | + 1t 03' 46"       |                    |
| 10.                | Matteo Fabbro          | Bora-Hansgrohe        | + 1t 13' 49"       |                    |

### Holdkonkurrencen
| Holdkonkurrence | Holdkonkurrence       | Holdkonkurrence | Holdkonkurrence |
| Hold            | Hold                  | Tid             |                 |
| --------------- | --------------------- | --------------- | --------------- |
| 1.              | Ineos Grenadiers      | 257t 15' 58"    |                 |
| 2.              | Deceuninck-Quick Step | + 22' 32"       |                 |
| 3.              | Team Sunweb           | + 28' 50"       |                 |
| 4.              | Bahrain McLaren       | + 32' 50"       |                 |
| 5.              | Bora-Hansgrohe        | + 1t 12' 34"    |                 |
| 6.              | NTT Pro Cycling       | + 1t 49' 59"    |                 |
| 7.              | AG2R La Mondiale      | + 2t 04' 38"    |                 |
| 8.              | Movistar Team         | + 2t 08' 26"    |                 |
| 9.              | Astana                | + 2t 29' 44"    |                 |
| 10.             | Trek-Segafredo        | + 2t 42' 36"    |                 |

## Hold og ryttere
176 ryttere fra 22 hold og 34 nationer stillede til start. De største forhåndsfavoritter til at vinde samlet var Geraint Thomas, Simon Yates, Vincenzo Nibali, Steven Kruijswijk og Jakob Fuglsang.
| UCI WorldTeams (19)- AG2R La Mondiale - Astana - Bora-Hansgrohe - CCC Team - Cofidis - Deceuninck-Quick Step - EF Pro Cycling - Groupama-FDJ - Israel Start-Up Nation - Lotto Soudal - Mitchelton-Scott - Movistar Team - NTT Pro Cycling - Bahrain McLaren - Ineos Grenadiers - Jumbo-Visma - Team Sunweb - Trek-Segafredo - UAE Team Emirates UCI ProTeams (3)- Androni Giocattoli-Sidermec - Bardiani CSF Faizanè - Vini Zabù-KTM |
| |

| Nationer | Antal ryttere |
| --- | ------------- |
| Italien | 48            |
| Australien | 18            |
| Frankrig | 12            |
| Holland, Spanien | 10            |
| Storbritannien, USA | 8             |
| Belgien, Colombia | 6             |
| Danmark, Polen, Tyskland | 5             |
| Østrig | 4             |
| Ecuador, Rusland, Schweiz | 3             |
| Argentina, Norge, Portugal, Slovenien                                                                                              | 2             |
| Canada, Eritrea, Estland, Finland, Israel, Japan, Kroatien, Litauen, · Luxembourg, Slovakiet, Sydafrika, Tjekkiet, Ukraine, Ungarn | 1             |

### Danske ryttere
| Danske ryttere på startlisten |                       |                       |           |
| Rygnummer                     | Rytter                | Hold                  | Placering |
| 21                            | Jakob Fuglsang        | Astana Pro Team       | 6         |
| 25                            | Jonas Gregaard        | Astana Pro Team       | 53        |
| 75                            | Jesper Hansen         | Cofidis               | 44        |
| 84                            | Mikkel Frølich Honoré | Deceuninck-Quick Step | 30        |
| 202                           | Mikkel Bjerg          | UAE Team Emirates     | 97        |

### Startliste
| AG2R La Mondiale ALM | AG2R La Mondiale ALM         | AG2R La Mondiale ALM |
| -------------------- | ---------------------------- | -------------------- |
| Nr.                  | Rytter                       | Placering            |
| 1                    | Tony Gallopin (FRA)          | DNS-8                |
| 2                    | François Bidard (FRA)        | 39.                  |
| 3                    | Geoffrey Bouchard (FRA)      | 55.                  |
| 4                    | Ben Gastauer (LUX)           | DNF-8                |
| 5                    | Jaakko Hänninen (FIN)        | 73.                  |
| 6                    | Aurélien Paret-Peintre (FRA) | 16.                  |
| 7                    | Andrea Vendrame (ITA)        | 50.                  |
| 8                    | Larry Warbasse (USA)         | 17.                  |

| Androni Giocattoli-Sidermec ANS | Androni Giocattoli-Sidermec ANS             | Androni Giocattoli-Sidermec ANS |
| ------------------------------- | ------------------------------------------- | ------------------------------- |
| Nr.                             | Rytter                                      | Placering                       |
| 11                              | Mattia Bais (ITA)                           | 102.                            |
| 12                              | Alessandro Bisolti (ITA)                    | 90.                             |
| 13                              | Jefferson Alexander Cepeda (ECU)            | 78.                             |
| 14                              | Luca Chirico (ITA)                          | 85.                             |
| 15                              | Simon Pellaud (SUI)                         | 71.                             |
| 16                              | Simone Ravanelli (ITA)                      | 74.                             |
| 17                              | Jhonatan Restrepo (COL)                     | 103.                            |
| 18                              | Josip Rumac (CRO) (landevej og enkeltstart) | 99.                             |

| Astana AST | Astana AST               | Astana AST |
| ---------- | ------------------------ | ---------- |
| Nr.        | Rytter                   | Placering  |
| 21         | Jakob Fuglsang (DEN)     | 6.         |
| 22         | Manuele Boaro (ITA)      | DNF-18     |
| 23         | Rodrigo Contreras (COL)  | 110.       |
| 24         | Fabio Felline (ITA)      | 25.        |
| 25         | Jonas Gregaard (DEN)     | 53.        |
| 26         | Miguel Ángel López (COL) | DNF-1      |
| 27         | Óscar Rodríguez (ESP)    | 45.        |
| 28         | Aleksandr Vlasov (RUS)   | DNF-2      |

| Bahrain McLaren TBM | Bahrain McLaren TBM              | Bahrain McLaren TBM |
| ------------------- | -------------------------------- | ------------------- |
| Nr.                 | Rytter                           | Placering           |
| 31                  | Yukiya Arashiro (JPN)            | 89.                 |
| 32                  | Enrico Battaglin (ITA)           | 46.                 |
| 33                  | Pello Bilbao (ESP) (enkeltstart) | 5.                  |
| 34                  | Eros Capecchi (ITA)              | 87.                 |
| 35                  | Domen Novak (SLO)                | 59.                 |
| 36                  | Mark Padun (UKR)                 | 70.                 |
| 37                  | Hermann Pernsteiner (AUT)        | 10.                 |
| 38                  | Jan Tratnik (SLO)                | 62.                 |

| Bardiani CSF Faizanè BCF | Bardiani CSF Faizanè BCF | Bardiani CSF Faizanè BCF |
| ------------------------ | ------------------------ | ------------------------ |
| Nr.                      | Rytter                   | Placering                |
| 41                       | Giovanni Carboni (ITA)   | 82.                      |
| 42                       | Luca Covili (ITA)        | HD-1                     |
| 43                       | Filippo Fiorelli (ITA)   | 109.                     |
| 44                       | Giovanni Lonardi (ITA)   | 125.                     |
| 45                       | Fabio Mazzucco (ITA)     | 129.                     |
| 46                       | Francesco Romano (ITA)   | 91.                      |
| 47                       | Alessandro Tonelli (ITA) | 51.                      |
| 48                       | Filippo Zana (ITA)       | 100.                     |

| Bora-Hansgrohe BOH | Bora-Hansgrohe BOH     | Bora-Hansgrohe BOH |
| ------------------ | ---------------------- | ------------------ |
| Nr.                | Rytter                 | Placering          |
| 51                 | Peter Sagan (SVK)      | 92.                |
| 52                 | Cesare Benedetti (ITA) | 94.                |
| 53                 | Maciej Bodnar (POL)    | 107.               |
| 54                 | Matteo Fabbro (ITA)    | 23.                |
| 55                 | Patrick Gamper (AUT)   | DNS-8              |
| 56                 | Patrick Konrad (AUT)   | 8.                 |
| 57                 | Rafał Majka (POL)      | 12.                |
| 58                 | Paweł Poljański (POL)  | 67.                |

| CCC Team CCC | CCC Team CCC                     | CCC Team CCC |
| ------------ | -------------------------------- | ------------ |
| Nr.          | Rytter                           | Placering    |
| 61           | Ilnur Sakarin (RUS)              | 22.          |
| 62           | Josef Černý (CZE) (enkeltstart)  | 86.          |
| 63           | Víctor de la Parte (ESP)         | 34.          |
| 64           | Kamil Gradek (POL) (enkeltstart) | 104.         |
| 65           | Pavel Kotjetkov (RUS)            | DNF-9        |
| 66           | Kamil Małecki (POL)              | 68.          |
| 67           | Joey Rosskopf (USA)              | 64.          |
| 68           | Attila Valter (HUN)              | 27.          |

| Cofidis COF | Cofidis COF              | Cofidis COF |
| ----------- | ------------------------ | ----------- |
| Nr.         | Rytter                   | Placering   |
| 71          | Elia Viviani (ITA)       | 112.        |
| 72          | Simone Consonni (ITA)    | 115.        |
| 73          | Nicolas Edet (FRA)       | DNF-15      |
| 74          | Nathan Haas (AUS)        | 119.        |
| 75          | Jesper Hansen (DEN)      | 44.         |
| 76          | Mathias Le Turnier (FRA) | 80.         |
| 77          | Marco Mathis (GER)       | 130.        |
| 78          | Stéphane Rossetto (FRA)  | 63.         |

| Deceuninck-Quick Step DQT | Deceuninck-Quick Step DQT | Deceuninck-Quick Step DQT |
| ------------------------- | ------------------------- | ------------------------- |
| Nr.                       | Rytter                    | Placering                 |
| 81                        | João Almeida (POR)        | 4.                        |
| 82                        | Davide Ballerini (ITA)    | 72.                       |
| 83                        | Álvaro Hodeg (COL)        | 131.                      |
| 84                        | Mikkel Honoré (DEN)       | 30.                       |
| 85                        | Iljo Keisse (BEL)         | 122.                      |
| 86                        | James Knox (GBR)          | 14.                       |
| 87                        | Fausto Masnada (ITA)      | 9.                        |
| 88                        | Pieter Serry (BEL)        | 28.                       |

| EF Pro Cycling EF1 | EF Pro Cycling EF1     | EF Pro Cycling EF1 |
| ------------------ | ---------------------- | ------------------ |
| Nr.                | Rytter                 | Placering          |
| 91                 | Sean Bennett (USA)     | DNS-8              |
| 92                 | Jonathan Caicedo (ECU) | 65.                |
| 93                 | Simon Clarke (AUS)     | 75.                |
| 94                 | Lawson Craddock (USA)  | DNS-10             |
| 95                 | Ruben Guerreiro (POR)  | 33.                |
| 96                 | Tanel Kangert (EST)    | 32.                |
| 97                 | Lachlan Morton (AUS)   | 111.               |
| 98                 | James Whelan (AUS)     | 105.               |

| Groupama-FDJ GFC | Groupama-FDJ GFC               | Groupama-FDJ GFC |
| ---------------- | ------------------------------ | ---------------- |
| Nr.              | Rytter                         | Placering        |
| 101              | Arnaud Démare (FRA) (landevej) | 121.             |
| 102              | Kilian Frankiny (SUI)          | 77.              |
| 103              | Jacopo Guarnieri (ITA)         | 128.             |
| 104              | Simon Guglielmi (FRA)          | 116.             |
| 105              | Ignatas Konovalovas (LTU)      | 124.             |
| 106              | Miles Scotson (AUS)            | 113.             |
| 107              | Ramon Sinkeldam (NED)          | DNF-10           |
| 109              | Benjamin Thomas (FRA)          | DNF-5            |

| Israel Start-Up Nation ISN | Israel Start-Up Nation ISN           | Israel Start-Up Nation ISN |
| -------------------------- | ------------------------------------ | -------------------------- |
| Nr.                        | Rytter                               | Placering                  |
| 111                        | Rudy Barbier (FRA)                   | DNS-9                      |
| 112                        | Matthias Brändle (AUT) (enkeltstart) | 126.                       |
| 113                        | Alexander Cataford (CAN)             | DNF-12                     |
| 114                        | Davide Cimolai (ITA)                 | 118.                       |
| 115                        | Alex Dowsett (GBR) (enkeltstart)     | 120.                       |
| 116                        | Daniel Navarro (ESP)                 | 48.                        |
| 117                        | Guy Sagiv (ISR) (landevej)           | 132.                       |
| 118                        | Rick Zabel (GER)                     | 123.                       |

| Lotto-Soudal LTS | Lotto-Soudal LTS         | Lotto-Soudal LTS |
| ---------------- | ------------------------ | ---------------- |
| Nr.              | Rytter                   | Placering        |
| 121              | Sander Armée (BEL)       | 47.              |
| 122              | Thomas De Gendt (BEL)    | 41.              |
| 123              | Jonathan Dibben (GBR)    | 133.             |
| 124              | Carl Fredrik Hagen (NOR) | 42.              |
| 125              | Adam Hansen (AUS)        | 117.             |
| 126              | Matthew Holmes (GBR)     | 81.              |
| 127              | Stefano Oldani (ITA)     | 98.              |
| 128              | Harm Vanhoucke (BEL)     | 60.              |

| Mitchelton-Scott MTS | Mitchelton-Scott MTS           | Mitchelton-Scott MTS |
| -------------------- | ------------------------------ | -------------------- |
| Nr.                  | Rytter                         | Placering            |
| 131                  | Simon Yates (GBR)              | DNS-8                |
| 132                  | Edoardo Affini (ITA)           | DNS-8                |
| 133                  | Brent Bookwalter (USA)         | DNS-6                |
| 134                  | Jack Haig (AUS)                | DNS-10               |
| 135                  | Lucas Hamilton (AUS)           | DNS-10               |
| 136                  | Michael Hepburn (AUS)          | DNS-10               |
| 137                  | Damien Howson (AUS)            | DNS-10               |
| 138                  | Cameron Meyer (AUS) (landevej) | DNS-10               |

| Movistar Team MOV | Movistar Team MOV       | Movistar Team MOV |
| ----------------- | ----------------------- | ----------------- |
| Nr.               | Rytter                  | Placering         |
| 141               | Héctor Carretero (ESP)  | 79.               |
| 142               | Dario Cataldo (ITA)     | 66.               |
| 143               | Antonio Pedrero (ESP)   | 19.               |
| 144               | Einer Rubio (COL)       | 58.               |
| 145               | Sergio Samitier (ESP)   | 13.               |
| 146               | Eduardo Sepúlveda (ARG) | 57.               |
| 147               | Albert Torres (ESP)     | 106.              |
| 148               | Davide Villella (ITA)   | 40.               |

| NTT Pro Cycling NTT | NTT Pro Cycling NTT           | NTT Pro Cycling NTT |
| ------------------- | ----------------------------- | ------------------- |
| Nr.                 | Rytter                        | Placering           |
| 151                 | Louis Meintjes (RSA)          | 36.                 |
| 152                 | Victor Campenaerts (BEL)      | 95.                 |
| 153                 | Amanuel Ghebreigzabhier (ERI) | 54.                 |
| 154                 | Ben O'Connor (AUS)            | 20.                 |
| 155                 | Domenico Pozzovivo (ITA)      | 11.                 |
| 156                 | Matteo Sobrero (ITA)          | 76.                 |
| 157                 | Dylan Sunderland (AUS)        | 114.                |
| 158                 | Danilo Wyss (SUI)             | 84.                 |

| Ineos Grenadiers IGD | Ineos Grenadiers IGD              | Ineos Grenadiers IGD |
| -------------------- | --------------------------------- | -------------------- |
| Nr.                  | Rytter                            | Placering            |
| 161                  | Geraint Thomas (GBR)              | DNS-4                |
| 162                  | Jonathan Castroviejo (ESP)        | 24.                  |
| 163                  | Rohan Dennis (AUS)                | 35.                  |
| 164                  | Filippo Ganna (ITA) (enkeltstart) | 61.                  |
| 165                  | Tao Geoghegan Hart (GBR)          | 1.                   |
| 166                  | Jhonatan Narváez (ECU)            | DNF-15               |
| 167                  | Salvatore Puccio (ITA)            | 56.                  |
| 168                  | Ben Swift (GBR) (landevej)        | 18.                  |

| Jumbo-Visma TJV | Jumbo-Visma TJV           | Jumbo-Visma TJV |
| --------------- | ------------------------- | --------------- |
| Nr.             | Rytter                    | Placering       |
| 171             | Steven Kruijswijk (NED)   | DNS-10          |
| 172             | Koen Bouwman (NED)        | DNS-10          |
| 173             | Tobias Foss (NOR)         | DNS-10          |
| 174             | Chris Harper (AUS)        | DNS-10          |
| 175             | Tony Martin (GER)         | DNS-10          |
| 176             | Christoph Pfingsten (GER) | DNS-10          |
| 177             | Antwan Tolhoek (NED)      | DNS-10          |
| 178             | Jos van Emden (NED)       | DNS-10          |

| Team Sunweb SUN | Team Sunweb SUN        | Team Sunweb SUN |
| --------------- | ---------------------- | --------------- |
| Nr.             | Rytter                 | Placering       |
| 181             | Wilco Kelderman (NED)  | 3.              |
| 182             | Nico Denz (GER)        | 83.             |
| 183             | Chad Haga (USA)        | 69.             |
| 184             | Chris Hamilton (AUS)   | 29.             |
| 185             | Jai Hindley (AUS)      | 2.              |
| 186             | Michael Matthews (AUS) | DNS-10          |
| 187             | Sam Oomen (NED)        | 21.             |
| 188             | Martijn Tusveld (NED)  | 26.             |

| Trek-Segafredo TFS | Trek-Segafredo TFS       | Trek-Segafredo TFS |
| ------------------ | ------------------------ | ------------------ |
| Nr.                | Rytter                   | Placering          |
| 191                | Vincenzo Nibali (ITA)    | 7.                 |
| 192                | Julien Bernard (FRA)     | 49.                |
| 193                | Gianluca Brambilla (ITA) | DNF-15             |
| 194                | Giulio Ciccone (ITA)     | DNS-14             |
| 195                | Nicola Conci (ITA)       | 52.                |
| 196                | Jacopo Mosca (ITA)       | 31.                |
| 197                | Antonio Nibali (ITA)     | 37.                |
| 198                | Pieter Weening (NED)     | DNF-5              |

| UAE Team Emirates UAD | UAE Team Emirates UAD     | UAE Team Emirates UAD |
| --------------------- | ------------------------- | --------------------- |
| Nr.                   | Rytter                    | Placering             |
| 201                   | Diego Ulissi (ITA)        | 38.                   |
| 202                   | Mikkel Bjerg (DEN)        | 97.                   |
| 203                   | Valerio Conti (ITA)       | 101.                  |
| 204                   | Joe Dombrowski (USA)      | 43.                   |
| 205                   | Fernando Gaviria (COL)    | DNS-16                |
| 206                   | Brandon McNulty (USA)     | 15.                   |
| 207                   | Sebastián Molano (COL)    | DNS-15                |
| 208                   | Maximiliano Richeze (ARG) | DNF-16                |

| Vini Zabù-Brado-KTM THR | Vini Zabù-Brado-KTM THR | Vini Zabù-Brado-KTM THR |
| ----------------------- | ----------------------- | ----------------------- |
| Nr.                     | Rytter                  | Placering               |
| 211                     | Giovanni Visconti (ITA) | DNS-18                  |
| 212                     | Simone Bevilacqua (ITA) | 127.                    |
| 213                     | Marco Frapporti (ITA)   | 108.                    |
| 214                     | Lorenzo Rota (ITA)      | 93.                     |
| 215                     | Matteo Spreafico (ITA)  | DQ-1                    |
| 216                     | Etienne van Empel (NED) | 88.                     |
| 217                     | Luca Wackermann (ITA)   | DNS-5                   |
| 218                     | Edoardo Zardini (ITA)   | 96.                     |

| AG2R La Mondiale ALM | AG2R La Mondiale ALM         | AG2R La Mondiale ALM |
| -------------------- | ---------------------------- | -------------------- |
| Nr.                  | Rytter                       | Placering            |
| 1                    | Tony Gallopin (FRA)          | DNS-8                |
| 2                    | François Bidard (FRA)        | 39.                  |
| 3                    | Geoffrey Bouchard (FRA)      | 55.                  |
| 4                    | Ben Gastauer (LUX)           | DNF-8                |
| 5                    | Jaakko Hänninen (FIN)        | 73.                  |
| 6                    | Aurélien Paret-Peintre (FRA) | 16.                  |
| 7                    | Andrea Vendrame (ITA)        | 50.                  |
| 8                    | Larry Warbasse (USA)         | 17.                  |

| Androni Giocattoli-Sidermec ANS | Androni Giocattoli-Sidermec ANS             | Androni Giocattoli-Sidermec ANS |
| ------------------------------- | ------------------------------------------- | ------------------------------- |
| Nr.                             | Rytter                                      | Placering                       |
| 11                              | Mattia Bais (ITA)                           | 102.                            |
| 12                              | Alessandro Bisolti (ITA)                    | 90.                             |
| 13                              | Jefferson Alexander Cepeda (ECU)            | 78.                             |
| 14                              | Luca Chirico (ITA)                          | 85.                             |
| 15                              | Simon Pellaud (SUI)                         | 71.                             |
| 16                              | Simone Ravanelli (ITA)                      | 74.                             |
| 17                              | Jhonatan Restrepo (COL)                     | 103.                            |
| 18                              | Josip Rumac (CRO) (landevej og enkeltstart) | 99.                             |

| Astana AST | Astana AST               | Astana AST |
| ---------- | ------------------------ | ---------- |
| Nr.        | Rytter                   | Placering  |
| 21         | Jakob Fuglsang (DEN)     | 6.         |
| 22         | Manuele Boaro (ITA)      | DNF-18     |
| 23         | Rodrigo Contreras (COL)  | 110.       |
| 24         | Fabio Felline (ITA)      | 25.        |
| 25         | Jonas Gregaard (DEN)     | 53.        |
| 26         | Miguel Ángel López (COL) | DNF-1      |
| 27         | Óscar Rodríguez (ESP)    | 45.        |
| 28         | Aleksandr Vlasov (RUS)   | DNF-2      |

| Bahrain McLaren TBM | Bahrain McLaren TBM              | Bahrain McLaren TBM |
| ------------------- | -------------------------------- | ------------------- |
| Nr.                 | Rytter                           | Placering           |
| 31                  | Yukiya Arashiro (JPN)            | 89.                 |
| 32                  | Enrico Battaglin (ITA)           | 46.                 |
| 33                  | Pello Bilbao (ESP) (enkeltstart) | 5.                  |
| 34                  | Eros Capecchi (ITA)              | 87.                 |
| 35                  | Domen Novak (SLO)                | 59.                 |
| 36                  | Mark Padun (UKR)                 | 70.                 |
| 37                  | Hermann Pernsteiner (AUT)        | 10.                 |
| 38                  | Jan Tratnik (SLO)                | 62.                 |

| Bardiani CSF Faizanè BCF | Bardiani CSF Faizanè BCF | Bardiani CSF Faizanè BCF |
| ------------------------ | ------------------------ | ------------------------ |
| Nr.                      | Rytter                   | Placering                |
| 41                       | Giovanni Carboni (ITA)   | 82.                      |
| 42                       | Luca Covili (ITA)        | HD-1                     |
| 43                       | Filippo Fiorelli (ITA)   | 109.                     |
| 44                       | Giovanni Lonardi (ITA)   | 125.                     |
| 45                       | Fabio Mazzucco (ITA)     | 129.                     |
| 46                       | Francesco Romano (ITA)   | 91.                      |
| 47                       | Alessandro Tonelli (ITA) | 51.                      |
| 48                       | Filippo Zana (ITA)       | 100.                     |

| Bora-Hansgrohe BOH | Bora-Hansgrohe BOH     | Bora-Hansgrohe BOH |
| ------------------ | ---------------------- | ------------------ |
| Nr.                | Rytter                 | Placering          |
| 51                 | Peter Sagan (SVK)      | 92.                |
| 52                 | Cesare Benedetti (ITA) | 94.                |
| 53                 | Maciej Bodnar (POL)    | 107.               |
| 54                 | Matteo Fabbro (ITA)    | 23.                |
| 55                 | Patrick Gamper (AUT)   | DNS-8              |
| 56                 | Patrick Konrad (AUT)   | 8.                 |
| 57                 | Rafał Majka (POL)      | 12.                |
| 58                 | Paweł Poljański (POL)  | 67.                |

| CCC Team CCC | CCC Team CCC                     | CCC Team CCC |
| ------------ | -------------------------------- | ------------ |
| Nr.          | Rytter                           | Placering    |
| 61           | Ilnur Sakarin (RUS)              | 22.          |
| 62           | Josef Černý (CZE) (enkeltstart)  | 86.          |
| 63           | Víctor de la Parte (ESP)         | 34.          |
| 64           | Kamil Gradek (POL) (enkeltstart) | 104.         |
| 65           | Pavel Kotjetkov (RUS)            | DNF-9        |
| 66           | Kamil Małecki (POL)              | 68.          |
| 67           | Joey Rosskopf (USA)              | 64.          |
| 68           | Attila Valter (HUN)              | 27.          |

| Cofidis COF | Cofidis COF              | Cofidis COF |
| ----------- | ------------------------ | ----------- |
| Nr.         | Rytter                   | Placering   |
| 71          | Elia Viviani (ITA)       | 112.        |
| 72          | Simone Consonni (ITA)    | 115.        |
| 73          | Nicolas Edet (FRA)       | DNF-15      |
| 74          | Nathan Haas (AUS)        | 119.        |
| 75          | Jesper Hansen (DEN)      | 44.         |
| 76          | Mathias Le Turnier (FRA) | 80.         |
| 77          | Marco Mathis (GER)       | 130.        |
| 78          | Stéphane Rossetto (FRA)  | 63.         |

| Deceuninck-Quick Step DQT | Deceuninck-Quick Step DQT | Deceuninck-Quick Step DQT |
| ------------------------- | ------------------------- | ------------------------- |
| Nr.                       | Rytter                    | Placering                 |
| 81                        | João Almeida (POR)        | 4.                        |
| 82                        | Davide Ballerini (ITA)    | 72.                       |
| 83                        | Álvaro Hodeg (COL)        | 131.                      |
| 84                        | Mikkel Honoré (DEN)       | 30.                       |
| 85                        | Iljo Keisse (BEL)         | 122.                      |
| 86                        | James Knox (GBR)          | 14.                       |
| 87                        | Fausto Masnada (ITA)      | 9.                        |
| 88                        | Pieter Serry (BEL)        | 28.                       |

| EF Pro Cycling EF1 | EF Pro Cycling EF1     | EF Pro Cycling EF1 |
| ------------------ | ---------------------- | ------------------ |
| Nr.                | Rytter                 | Placering          |
| 91                 | Sean Bennett (USA)     | DNS-8              |
| 92                 | Jonathan Caicedo (ECU) | 65.                |
| 93                 | Simon Clarke (AUS)     | 75.                |
| 94                 | Lawson Craddock (USA)  | DNS-10             |
| 95                 | Ruben Guerreiro (POR)  | 33.                |
| 96                 | Tanel Kangert (EST)    | 32.                |
| 97                 | Lachlan Morton (AUS)   | 111.               |
| 98                 | James Whelan (AUS)     | 105.               |

| Groupama-FDJ GFC | Groupama-FDJ GFC               | Groupama-FDJ GFC |
| ---------------- | ------------------------------ | ---------------- |
| Nr.              | Rytter                         | Placering        |
| 101              | Arnaud Démare (FRA) (landevej) | 121.             |
| 102              | Kilian Frankiny (SUI)          | 77.              |
| 103              | Jacopo Guarnieri (ITA)         | 128.             |
| 104              | Simon Guglielmi (FRA)          | 116.             |
| 105              | Ignatas Konovalovas (LTU)      | 124.             |
| 106              | Miles Scotson (AUS)            | 113.             |
| 107              | Ramon Sinkeldam (NED)          | DNF-10           |
| 109              | Benjamin Thomas (FRA)          | DNF-5            |

| Israel Start-Up Nation ISN | Israel Start-Up Nation ISN           | Israel Start-Up Nation ISN |
| -------------------------- | ------------------------------------ | -------------------------- |
| Nr.                        | Rytter                               | Placering                  |
| 111                        | Rudy Barbier (FRA)                   | DNS-9                      |
| 112                        | Matthias Brändle (AUT) (enkeltstart) | 126.                       |
| 113                        | Alexander Cataford (CAN)             | DNF-12                     |
| 114                        | Davide Cimolai (ITA)                 | 118.                       |
| 115                        | Alex Dowsett (GBR) (enkeltstart)     | 120.                       |
| 116                        | Daniel Navarro (ESP)                 | 48.                        |
| 117                        | Guy Sagiv (ISR) (landevej)           | 132.                       |
| 118                        | Rick Zabel (GER)                     | 123.                       |

| Lotto-Soudal LTS | Lotto-Soudal LTS         | Lotto-Soudal LTS |
| ---------------- | ------------------------ | ---------------- |
| Nr.              | Rytter                   | Placering        |
| 121              | Sander Armée (BEL)       | 47.              |
| 122              | Thomas De Gendt (BEL)    | 41.              |
| 123              | Jonathan Dibben (GBR)    | 133.             |
| 124              | Carl Fredrik Hagen (NOR) | 42.              |
| 125              | Adam Hansen (AUS)        | 117.             |
| 126              | Matthew Holmes (GBR)     | 81.              |
| 127              | Stefano Oldani (ITA)     | 98.              |
| 128              | Harm Vanhoucke (BEL)     | 60.              |

| Mitchelton-Scott MTS | Mitchelton-Scott MTS           | Mitchelton-Scott MTS |
| -------------------- | ------------------------------ | -------------------- |
| Nr.                  | Rytter                         | Placering            |
| 131                  | Simon Yates (GBR)              | DNS-8                |
| 132                  | Edoardo Affini (ITA)           | DNS-8                |
| 133                  | Brent Bookwalter (USA)         | DNS-6                |
| 134                  | Jack Haig (AUS)                | DNS-10               |
| 135                  | Lucas Hamilton (AUS)           | DNS-10               |
| 136                  | Michael Hepburn (AUS)          | DNS-10               |
| 137                  | Damien Howson (AUS)            | DNS-10               |
| 138                  | Cameron Meyer (AUS) (landevej) | DNS-10               |

| Movistar Team MOV | Movistar Team MOV       | Movistar Team MOV |
| ----------------- | ----------------------- | ----------------- |
| Nr.               | Rytter                  | Placering         |
| 141               | Héctor Carretero (ESP)  | 79.               |
| 142               | Dario Cataldo (ITA)     | 66.               |
| 143               | Antonio Pedrero (ESP)   | 19.               |
| 144               | Einer Rubio (COL)       | 58.               |
| 145               | Sergio Samitier (ESP)   | 13.               |
| 146               | Eduardo Sepúlveda (ARG) | 57.               |
| 147               | Albert Torres (ESP)     | 106.              |
| 148               | Davide Villella (ITA)   | 40.               |

| NTT Pro Cycling NTT | NTT Pro Cycling NTT           | NTT Pro Cycling NTT |
| ------------------- | ----------------------------- | ------------------- |
| Nr.                 | Rytter                        | Placering           |
| 151                 | Louis Meintjes (RSA)          | 36.                 |
| 152                 | Victor Campenaerts (BEL)      | 95.                 |
| 153                 | Amanuel Ghebreigzabhier (ERI) | 54.                 |
| 154                 | Ben O'Connor (AUS)            | 20.                 |
| 155                 | Domenico Pozzovivo (ITA)      | 11.                 |
| 156                 | Matteo Sobrero (ITA)          | 76.                 |
| 157                 | Dylan Sunderland (AUS)        | 114.                |
| 158                 | Danilo Wyss (SUI)             | 84.                 |

| Ineos Grenadiers IGD | Ineos Grenadiers IGD              | Ineos Grenadiers IGD |
| -------------------- | --------------------------------- | -------------------- |
| Nr.                  | Rytter                            | Placering            |
| 161                  | Geraint Thomas (GBR)              | DNS-4                |
| 162                  | Jonathan Castroviejo (ESP)        | 24.                  |
| 163                  | Rohan Dennis (AUS)                | 35.                  |
| 164                  | Filippo Ganna (ITA) (enkeltstart) | 61.                  |
| 165                  | Tao Geoghegan Hart (GBR)          | 1.                   |
| 166                  | Jhonatan Narváez (ECU)            | DNF-15               |
| 167                  | Salvatore Puccio (ITA)            | 56.                  |
| 168                  | Ben Swift (GBR) (landevej)        | 18.                  |

| Jumbo-Visma TJV | Jumbo-Visma TJV           | Jumbo-Visma TJV |
| --------------- | ------------------------- | --------------- |
| Nr.             | Rytter                    | Placering       |
| 171             | Steven Kruijswijk (NED)   | DNS-10          |
| 172             | Koen Bouwman (NED)        | DNS-10          |
| 173             | Tobias Foss (NOR)         | DNS-10          |
| 174             | Chris Harper (AUS)        | DNS-10          |
| 175             | Tony Martin (GER)         | DNS-10          |
| 176             | Christoph Pfingsten (GER) | DNS-10          |
| 177             | Antwan Tolhoek (NED)      | DNS-10          |
| 178             | Jos van Emden (NED)       | DNS-10          |

| Team Sunweb SUN | Team Sunweb SUN        | Team Sunweb SUN |
| --------------- | ---------------------- | --------------- |
| Nr.             | Rytter                 | Placering       |
| 181             | Wilco Kelderman (NED)  | 3.              |
| 182             | Nico Denz (GER)        | 83.             |
| 183             | Chad Haga (USA)        | 69.             |
| 184             | Chris Hamilton (AUS)   | 29.             |
| 185             | Jai Hindley (AUS)      | 2.              |
| 186             | Michael Matthews (AUS) | DNS-10          |
| 187             | Sam Oomen (NED)        | 21.             |
| 188             | Martijn Tusveld (NED)  | 26.             |

| Trek-Segafredo TFS | Trek-Segafredo TFS       | Trek-Segafredo TFS |
| ------------------ | ------------------------ | ------------------ |
| Nr.                | Rytter                   | Placering          |
| 191                | Vincenzo Nibali (ITA)    | 7.                 |
| 192                | Julien Bernard (FRA)     | 49.                |
| 193                | Gianluca Brambilla (ITA) | DNF-15             |
| 194                | Giulio Ciccone (ITA)     | DNS-14             |
| 195                | Nicola Conci (ITA)       | 52.                |
| 196                | Jacopo Mosca (ITA)       | 31.                |
| 197                | Antonio Nibali (ITA)     | 37.                |
| 198                | Pieter Weening (NED)     | DNF-5              |

| UAE Team Emirates UAD | UAE Team Emirates UAD     | UAE Team Emirates UAD |
| --------------------- | ------------------------- | --------------------- |
| Nr.                   | Rytter                    | Placering             |
| 201                   | Diego Ulissi (ITA)        | 38.                   |
| 202                   | Mikkel Bjerg (DEN)        | 97.                   |
| 203                   | Valerio Conti (ITA)       | 101.                  |
| 204                   | Joe Dombrowski (USA)      | 43.                   |
| 205                   | Fernando Gaviria (COL)    | DNS-16                |
| 206                   | Brandon McNulty (USA)     | 15.                   |
| 207                   | Sebastián Molano (COL)    | DNS-15                |
| 208                   | Maximiliano Richeze (ARG) | DNF-16                |

| Vini Zabù-Brado-KTM THR | Vini Zabù-Brado-KTM THR | Vini Zabù-Brado-KTM THR |
| ----------------------- | ----------------------- | ----------------------- |
| Nr.                     | Rytter                  | Placering               |
| 211                     | Giovanni Visconti (ITA) | DNS-18                  |
| 212                     | Simone Bevilacqua (ITA) | 127.                    |
| 213                     | Marco Frapporti (ITA)   | 108.                    |
| 214                     | Lorenzo Rota (ITA)      | 93.                     |
| 215                     | Matteo Spreafico (ITA)  | DQ-1                    |
| 216                     | Etienne van Empel (NED) | 88.                     |
| 217                     | Luca Wackermann (ITA)   | DNS-5                   |
| 218                     | Edoardo Zardini (ITA)   | 96.                     |